# 아사노 요시나가 (아즈치모모야마 시대)
아사노 요시나가(일본어: 浅野幸長, 덴쇼 4년(1576년) ~ 게이초 18년 음력 8월 25일(1613년 10월 9일))는 아즈치모모야마 시대에서 에도 시대에 걸친 센고쿠 무장, 다이묘이다. 기이 기슈번 초대 번주.

## 생애
덴쇼 4년(1576년), 오미국 아자이군 오다니(지금의 시가현 고호쿠정(湖北町))에서 아사노 나가마사의 적장자로 태어났다. 아버지 나가마사는 도요토미 히데요시의 정실 네네의 의동생으로, 도요토미 정권에서는 고부교(五奉行)의 한 사람이다.
덴쇼 18년(1590년)에 고호조씨 정벌(오다와라 정벌)에 참가했다. 임진왜란에도 아버지와 함께 군사를 이끌고 출진하여 서생포왜성에서 머물렀으며, 게이초 2년(1597년)에는 울산성 전투(현재의 울산광역시 내)에는 울산왜성에서 농성·분전했다.
분로쿠 2년(1593년)에 아버지와 함께 가이국 후추(府中)(야마나시현 고후시)를 받았다. 하지만, 분로쿠 4년(1595년), 관백·도요토미 히데쓰구의 실각에 연좌되어 노토(이시카와현 동부)로 귀양갔지만 마에다 도시이에의 중재도 있어 금세 복귀하였다.
게이초 3년(1598년) 8월 히데요시가 죽은 후, 조선에서 함께 싸웠던 가토 기요마사·후쿠시마 마사노리등 무단파에 가세해 고부교인 문치파·이시다 미쓰나리등과 대립했다. 게이초 4년(1599년) 마에다 도시이에가 죽은 후에는 후쿠시마·가토 등과 함께 이시다 미쓰나리를 습격했다. 게이초 5년(1600년) 9월 세키가하라 전투에서는 도쿠가와 이에야스가 이끄는 동군에 속해, 난구산 부근에 포진하고 모리 히데모토, 나쓰카 마사이에 등의 서군 세력을 견제했다.
전후에는 기이국 와카야마에 37만 6천 석을 받았다. 게이초 16년(1611년) 니조성에서 열린 이에야스와 도요토미 히데요리의 회담에서, 가토 기요마사와 함께 경비도 맡았다. 게이초 18년(1613년) 8월 25일에 와카야마에서 사망했다. 향년 38세. 아들이 없었기 때문에 동생인 나가아키라가 뒤를 이었다.

## 사후
가독을 둘러싸고 동생 나가아키라와 나가시게가 다퉈 그 결과 나가아키라가 뒤를 잇게 되었다. 요시나가가 죽은 다음해 오사카 겨울의 진이 시작되어, 게이초 20년(1615년)에 도요토미씨는 이에야스에게 멸망당한다.
그 후 나가아키라 대인 겐나 5년(1619년), 후쿠시마 가문의 가이에키(改易)와 함께 아사노 가문은 아키국 히로시마번으로 가증 전봉되었다.

## 인물
무용이 출중한 역전의 용장으로 그 무용에는 여러 다이묘들도 경의를 표했다고 한다. 요시나가는 가토 기요마사와 마찬가지로, 도쿠가와 이에야스의 천하를 인정하면서도 평생에 걸쳐 도요토미씨에 대한 충성을 굳게 지켜나갔다. 그 때문에 기요마사처럼 이에야스일파에 의해 암살당한 것이 아닐까 하는 설이 있다. 기요마사, 후쿠시마 마사노리와 함께 이시다 미쓰나리를 싫어하는 무단파의 중진이었다.
요시나가의 사인은 신허(화류병(성병))인데 이것은 기요마사와 같은 사인이다. 게다가 38세의 젊은 나이였으며, 요시나가가 죽은 다음해에 오사카 겨울 전투을 개전한 것을 보아 최근에는 암살설도 유력하다. 다만 매독이라면 병에 걸리고 사망하기까지 10년 이상 걸린다. 이걸로 감염시기를 역산하면 임진왜란때 진중에서 유녀와 접촉해 감염되었다고 여겨지는데, 같은 시기 한반도나 나고야성에 주둔했던 무장들이 비슷한 시기에 감염되었다면 비슷한 시기에 사망한 것도 그렇게까지 신기한 일은 아니다.
또한 학문에도 열심이었으며, 후지와라 세이카·호리 세이이 등을 사사했다.

## 같이 보기
- 이케다 데루마사 - 요시나가와 사돈지간